# Gabriella Hermon
Gabriella Hermon (n. ?), sau  pe numele ei întreg Gabriella Silvia Hermon Cole - este o lingvistă americană, originară din România, profesor de lingvistică la University of Delaware din Newark. Hermon este , între altele, expertă în sintaxa limbilor austronesiene din Indonezia și Malaezia, de asemenea  cercetătoare a limbilor amerindiene, mai ales Quechua.  

## Biografie
Gabriella Hermon s-a născut într-o familie de evrei din Timișoara, fiind fiica lui Fritzi (Freddie) Widder și a lui Annie Widder, născută Por. Are un frate, David Widder. Familia a emigrat în Israel, stabilindu-se în orașul Rishon Letzion.
Hermon a studiat la Universitatea Tel Aviv, apoi a plecat la studii și s-a stabilit, în cele din urmă, în Statele Unite, unde a terminat în anul 1981 doctoratul in lingvistică la Universitatea Illinois din  Urbana-Champaign.   

### Activitatea academică și de cercetare
Între anii 1992-2005 Gabriella Hermon a predat în calitatea de associate professor, iar din 2006 este profesor de lingvistică și științe cognitive la Universitatea Delaware.  Ea a predat înainte la Universitatea de stat din San Diego, California și la Universitatea Illinois, Urbana-Champaign.  A predat ca profesor invitat la universități din Utrecht, Singapore, la Institutul Max Planck de antropologie evoluționară din Leipzig.
Cercetările ei se concentrează în teoria lingvisticii, sintaxa comparată, descrierea unor limbi în curs de dispariție, ca de pildă malaeza Jambi din Indonezia, procesul de învățare a limbilor, studii ale limbilor ebraică, Quechua și altor limbi amerindiene, ale limbilor malaeze-indoneziene. 
Hermon este cunoscută în mod desoebit prin studiile ei asupra sintaxei limbilor austroneziene, a fonologiei și 
formării întrebărilor în limba malaeză  vorbită în zonele rurale ale insulei Sumatra  și studiul procesului de achiziționare a limbii de către copiii din Jakarta, fiind autoarea unuia din puținele studii asupra acestui din urmă domeniu cu privire la o limbă însemnată din Asia. 
Hermon a publicat in revistele importante de lingvistică, precum Language, Linguistic Inquiry, Lingua etc.

### Viața privată
Gabriella Hermon trăiește la Newark și este căsătorită cu lingvistul Peter Cole, și el profesor universitar, emerit, cu care a colaborat în multe cercetări, și cu care are un fiu și doi copii vitregi.
Mama ei a fost verișoară primară cu hidrobiologul, biogeograful și zoologul israelian Francis Dov Por.

## Articole și cărți publicate

### Cărți
- 1985 - Syntactic Modularity Foris Publ, Dordrecht
- 1994 - cu Peter Cole și N.D.Martin Language in the Andes,University of Delaware Latin American Studies program
- 2000 - cu Peter Cole și CTJHuang  Long distance reflexives

### Selecție de articole
- 2002 - cu Peter Cole - "The Typology of Wh-Movement, Wh-Questions in Malay" - în „Syntax”
- 2008 -  Voice in Malay/Indonesian ,în Lingua
- 2008 -  cu Peter Cole  Malay/Indonesian from a Pan-Austronesian Perspective  (PDF). Lingua. 118 (10): 1431–1439. doi:10.1016/j.lingua.2007.08.003.